# Куп домаћих нација 1907.
Куп домаћих нација 1907. (службени назив: 1907 Home Nations Championship) је било 25. издање овог најелитнијег репрезентативног рагби такмичења Старог континента.
Гренд слем су освојили Шкоти.

## Такмичење
Велс - Енглеска 22-0
Шкотска - Велс 6-3
Ирска - Енглеска 17-9
Шкотска - Ирска 15-3
Велс - Ирска 29-0
Енглеска - Шкотска 3-8

## Табела
|   | Селекција                     | ИГ | Д | Н | И | ПД | ПП | ПР  | Б |  |
| - | ----------------------------- | -- | - | - | - | -- | -- | --- | - |  |
| 1 | Рагби репрезентација Шкотске  | 3  | 3 | 0 | 0 | 29 | 9  | +20 | 6 |  |
| 2 | Рагби репрезентација Велса    | 3  | 2 | 0 | 1 | 54 | 6  | +48 | 2 |  |
| 3 | Рагби репрезентација Ирске    | 3  | 1 | 0 | 2 | 20 | 53 | -33 | 2 |  |
| 4 | Рагби репрезентација Енглеске | 3  | 0 | 0 | 3 | 12 | 47 | -35 | 0 |  |

| Победник Купа пет нација 1907.                           |
| -------------------------------------------------------- |
| Репрезентација Шкотксе 8. титула првака Европе у рагбију |